# St. Nikolai (Kücknitz)

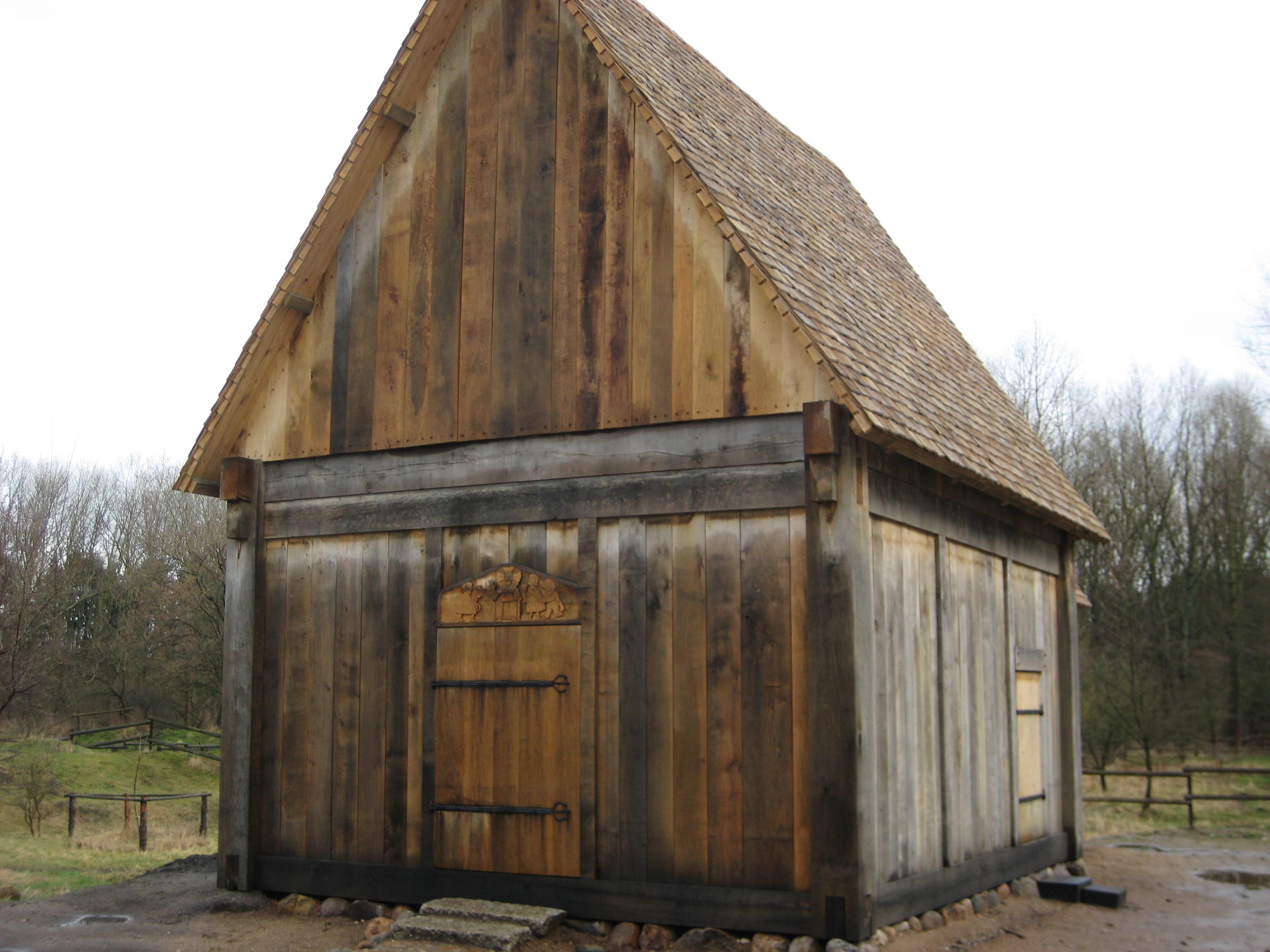
Die Kirche St. Nikolai in Lübeck-Kücknitz mit Hauptportal.

St. Nikolai ist eine evangelisch-lutherische Kirche aus Holz in der Hansestadt Lübeck. Die Kirche trägt wie der Lübecker Dom den Namen des Nikolaus von Myra.
Sie wurde 2007 als jüngstes Kirchengebäude der Stadt von Kindern und Jugendlichen errichtet und ist der Nachbau einer norwegischen Stabkirche aus dem 12. Jahrhundert. Die Kirche befindet sich auf dem Gelände des Bauspielplatzes Roter Hahn, einem Bau- und Geschichtsspielplatz im Stadtteil Kücknitz.
Sie wurde in einem neuen Abschnitt der Bauspielplatzanlage errichtet. Die Kirche liegt neben einem nachgebauten Wikingerdorf mit einem typischen Langhaus und einem auf Pfosten stehenden Speichergebäude. St. Nikolai soll in den kommenden Jahren mit einer mittelalterlichen Klosteranlage mit Speise- und Schlafsaal, Werkstätten, Sakristei und Badestube erweitert werden. Die Kirche ist für kirchliche Dienste vorgesehen und steht für Gottesdienste, Trauungen und Taufen zur Verfügung.

## Geschichte
Das Wikingerdorf sollte ursprünglich durch ein slawisches Bauernhof ergänzt werden. Die Vereinsleitung entschied sich schließlich für einen Vorschlag des Büros für angewandte Archäologie aus Niedersachsen (Agil) für den Nachbau einer einfachen Stabkirche. Der Bau wurde im Mai 2007 unter der Leitung des Sozialpädagogen Martin Ehler begonnen.
Kinder und Jugendliche, die regelmäßig den Bauspielplatz besuchen, sowie Schüler von Lübecker Schulen bauten die Kirche. Insgesamt verbauten sie 25 bis 30 Festmeter Holz. Die Bauarbeiten wurden von Agil und dem Archäologischen Institut der Universität Hamburg fachlich begleitet sowie von Handwerkern betreut.
Die Kosten des aus der Region stammenden Eichenholzes betrugen etwa 80.000 Euro. Die Mittel stammen aus der Bingo!-Lotterie des Norddeutschen Rundfunks. Die Personalkosten für die betreuenden Fachhandwerker wurden von der Aktion Mensch übernommen.
Die Kirche St. Nikolai wurde am 29. Februar 2008 bei einem Gottesdienst mit Beteiligung der Lübecker Bischöfin Bärbel Wartenberg-Potter ihrer Bestimmung übergeben.

## Kirchengebäude

### Konstruktion

Schematischer Grundriss der Kirche.
Schiff: ca. 5 × 6 Meter.
Chor: ca. 3 × 3,5 Meter.

Das Kirchengebäude wurde als Wandstabkirche aus Holz konstruiert. Es ist eine einfache Langkirche mit etwas schmalerem Chor und ein ungefähres Replikat der um 1170 errichteten Stabkirche Haltdalen, die 1884 nach Trondheim versetzt wurde und seit 1937 Teil des Trøndelag Folkemuseum ist. Das Freilichtmuseum befindet sich im Trondheimer Viertel Sverresborg. Die Stabkirche von Haltdalen ist eine der ältesten und einfachsten Norwegens und eine der dreißig erhaltenen Stabkirchen weltweit mit mittelalterlicher Bausubstanz. Die Kücknitzer St.-Nikolai-Kirche ist etwa 40 Quadratmeter groß und wurde vollständig aus heimischem Eichenholz gebaut. 
Die typische Stabbaukonstruktion orientiert sich an der Vertikalen im Gegensatz zum Blockbau, der sich an der Horizontalebene orientiert. Die einfachen Stabkirchen wie das Vorbild aus Haltdalen hatten nur tragende Masten in den Ecken und Außenwänden und noch keine von den Wänden getrennte Hochsäulenkonstruktion im Innern.

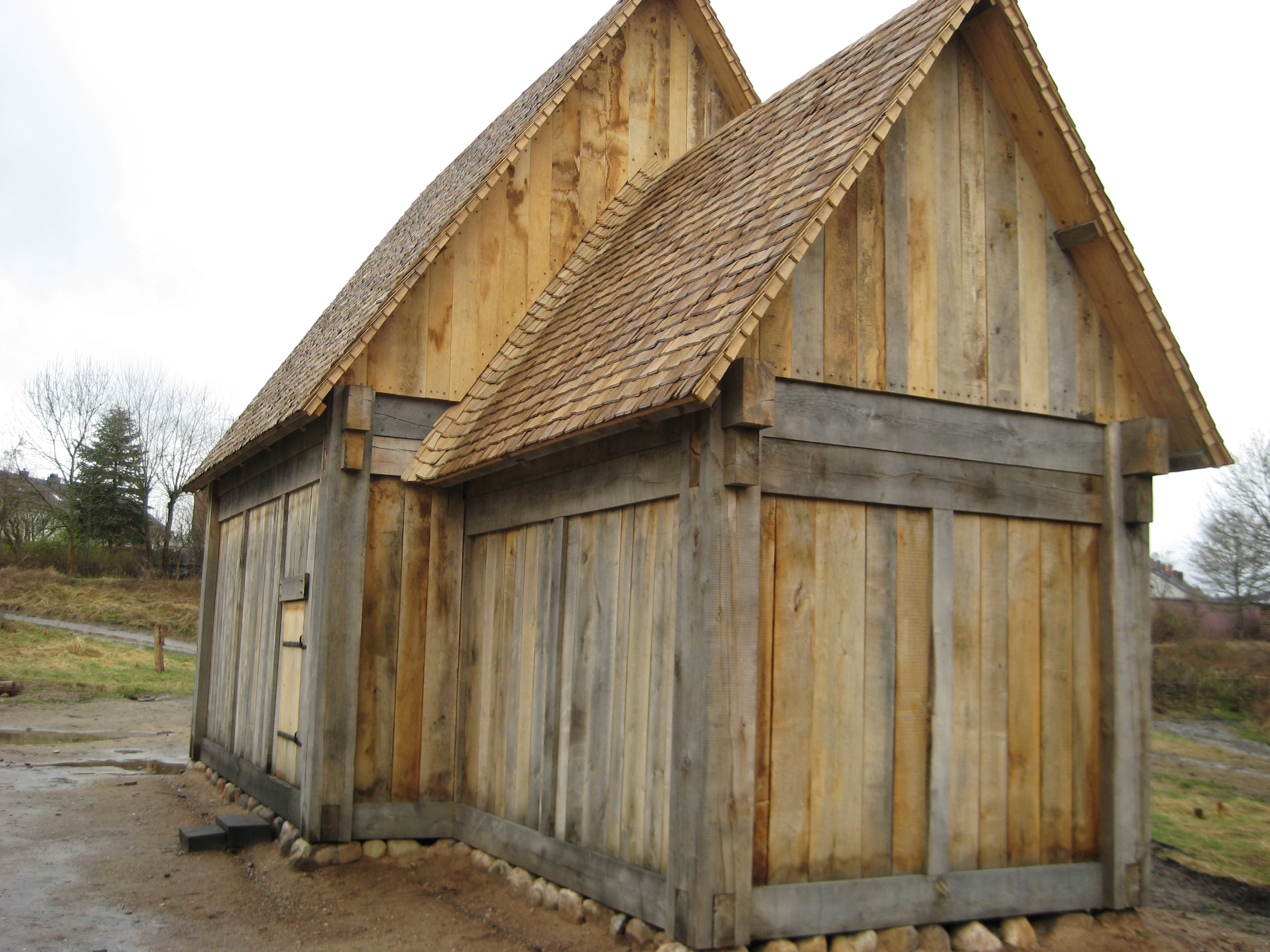
Chorseite der Wandstabkirche St. Nikolai in Lübeck-Kücknitz. Man sieht sehr gut die Rahmenkonstruktion.

Im Gegensatz zu authentischen Stabkirchen mit runden Säulen haben die Ecksäulen von St. Nikolai eine viereckige Grundfläche. Im Unterschied zur Stabkirche Haltdalen fehlt ihnen auch die kugelige Basis. Die Ecksäulen haben eine Kreuznut und sind so über den unteren Balkenrahmen gestülpt worden, der auf ein Steinfundament aus Feldsteinen gelegt wurde. Diese Steinauflage schützt die Holzkonstruktion vor vom Boden aufsteigender Feuchtigkeit. Die Konstruktion mit Kreuznuten schafft größtmögliche Stabilität ohne Nägel, die in der Zeit der Stabkirchen in Norwegen aufgrund Metallmangels äußerst selten waren. Die Holzsäulen in den Ecken des Schiffs und des Chores enden ähnlich wie bei der Kirche Haltdalen in einer weiteren tiefen Kreuznut, in die der obere Balkenrahmen eingelassen wurde. Ebenso befinden sich auch noch die Balken für die Dachauflage in dieser Nut. Die Rahmenkonstruktion wurde im Gegensatz zum Vorbild in Haltdalen im Chor auf jeder Seite noch mit einem schmaleren Vertikalbalken in der Mitte verstärkt. Die Rahmenkonstruktion beim Schiff hat auf jeder Seite zwei solche verstärkende Balken. Die Wände wurden durch horizontale Bretter, die in eine Nut des Rahmens eingelassen wurden, gebaut. Da die Bretter eine Längsnut haben, konnten sie ineinander geschoben werden. Im Gegensatz zur Stabkirche Haltdalen hat St. Nikolai keine Zwischenwand zwischen Chor und Schiff eingezogen. Bei St. Nikolai verzichtete man auf den Umgang mit Pultdach, den die Stabkirche Haltdalen einmal gehabt hat und der beim Replikat der Stabkirche Heimaey auf Island rekonstruiert wurde.
Die Satteldachkonstruktion besteht, wie beim Vorbild in Haltdalen, aus Scherensparren und langen Kehlbalken sowie hängenden Dreiecken unter der Kreuzung der Scherensparren. Die Giebel sind ebenfalls mit vertikalen Brettern gefertigt worden, die unten mit Holznägeln an den Balken befestigt wurden. Das Satteldach ist mit Schindeln aus gespaltener Eiche gedeckt.

### Portale

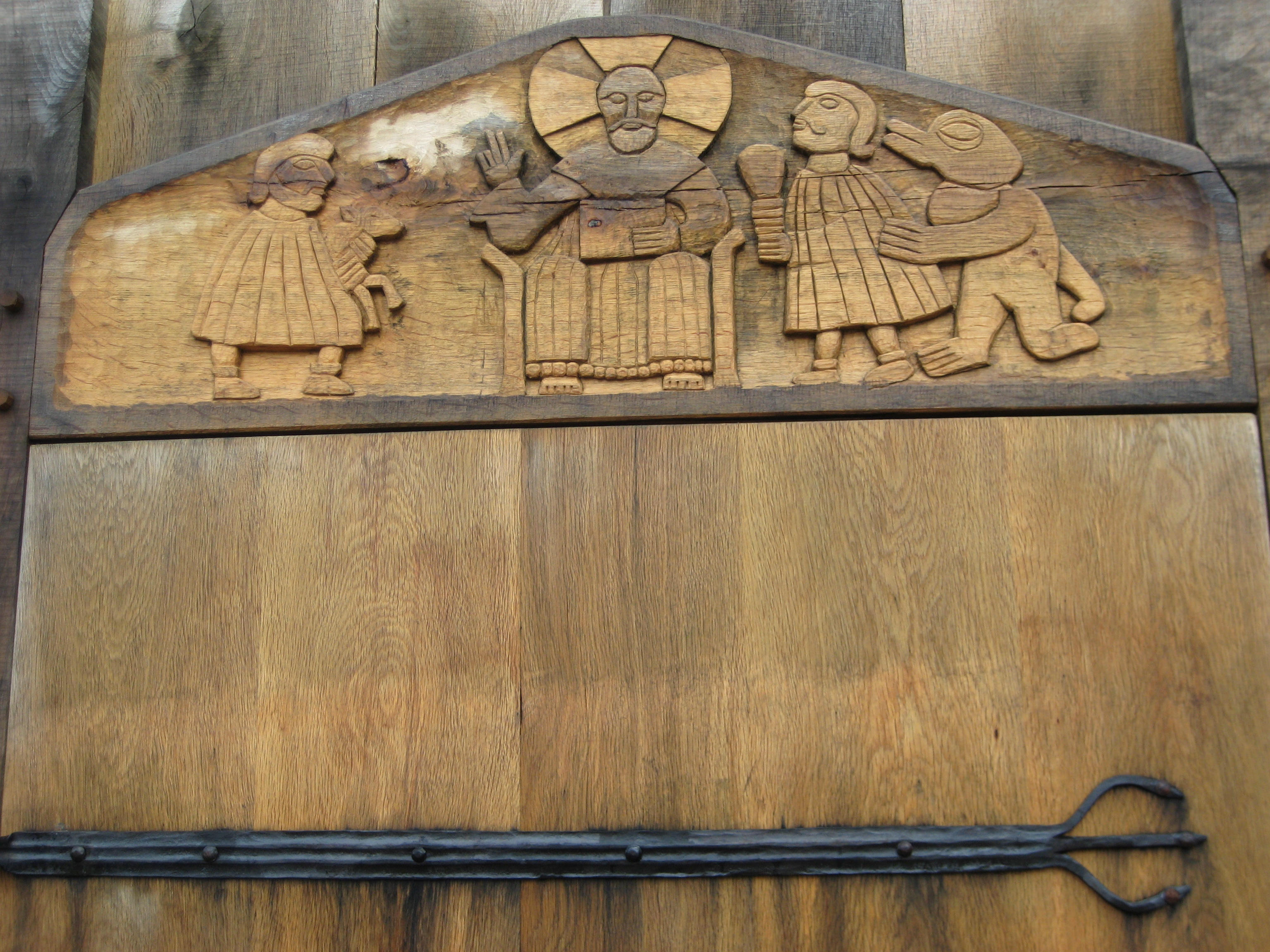
Holzschnitzarbeit im Sturz der Eingangstür sowie Eisenbeschlag der Tür

Die Kirche hat, im Gegensatz zur Kirche Haltdalen, kein Chorportal. Das seitliche Portal ist breiter und liegt näher beim Chor. Das Hauptportal ist ebenfalls breiter. Der beschnitzte Sturz des  Haupteingangs ist dem Südportal der St.-Wilhadi-Kirche in Ulsnis nachempfunden. In der Mitte sitzt Christus mit Heiligenschein, die rechte Hand segnend erhoben mit abgestrecktem Zeige-, Mittelfinger und Daumen und in der linken Hand eine Kiste oder ein Buch. Links steht Abel mit einem Schaf als Opfergabe in den Händen und rechts Kain mit einer Korngabe, hinter sich einen Teufel, der ihm die Idee zum Brudermord eingibt. Die Türbeschläge bestehen aus Schmiedeeisen und wurden in der Schmiede des Bauspielplatzes angefertigt.

### Innenraum und Ausstattung
Der Innenraum der Kirche ist mit Holzschnitzarbeiten von Frank Thomas geschmückt, die sich thematisch an die vorchristliche Zeit Norwegens anlehnen und Odin sowie eine Maske mit Krone zeigen. Die Kirche hat kein Gestühl. Im Chorraum befindet sich auf einer Erhöhung ein Altar mit quadratischem Grundriss, der aus Feldsteinen geschaffen wurde. Der Altar hat unten und oben eine größere Holzplatte. Ebenfalls zur Ausstattung der Kirche gehört die Kopie eines dänischen Kruzifixes aus dem 12. Jahrhundert, die 2003 in einer Ausstellung in Lübeck zu sehen war.
Zehn Jahre nach der Errichtung malte der Künstler Felix Karweick die Gefachung der Kirchendecke mit 24 großformatigen biblischen Motiven aus. Er orientierte sich dabei an Bildtafeln einer Schweizer Kirche aus dem 12. Jahrhundert. 2018 waren die Arbeiten abgeschlossen. Finanziert wurden die Kosten in Höhe von 20.000 Euro von der Lübecker Sparkassenstiftung.

### Glockenturm

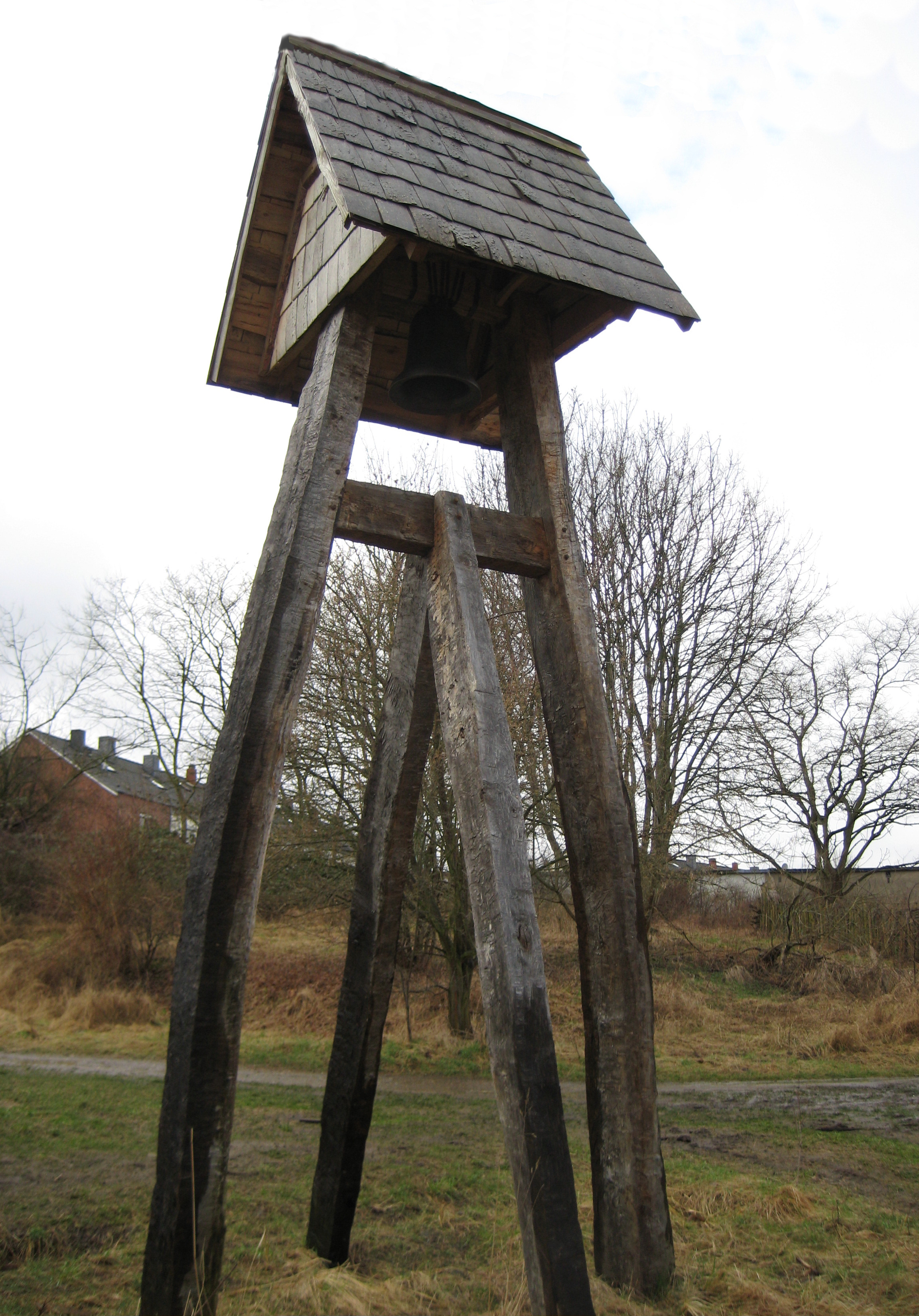
Glockenturm von St. Nikolai mit Glocke der Gießerei Rincker

Der Glockenturm steht abseits der Kirche. Die Glocke wurde von der Gießerei Rincker aus Sinn in Hessen nach romanischem Vorbild gegossen. Der Glockenturm besteht aus einem einfachen Satteldach als Glockenstube. Das Satteldach steht auf zwei leicht nach außen gekrümmten Balken. Zur Stabilisation befindet sich kurz unterhalb des Satteldaches ein Querbalken als Auflage für zwei Stützbalken.